# Mafra
Mafra és un municipi portuguès, situat al districte de Lisboa, a la Regió de Lisboa i a la subregió de Gran Lisboa. L'any 2006 tenia 66.453 habitants. Limita al nord amb Torres Vedras, al nord-est amb Sobral de Monte Agraço, a l'est amb Arruda dos Vinhos, al sud-est amb Loures, al sud amb Sintra i a l'oest amb l'oceà Atlàntic.

## Població
| Població del concelho de Mafra (1801 – 2004) | Població del concelho de Mafra (1801 – 2004) | Població del concelho de Mafra (1801 – 2004) | Població del concelho de Mafra (1801 – 2004) | Població del concelho de Mafra (1801 – 2004) | Població del concelho de Mafra (1801 – 2004) | Població del concelho de Mafra (1801 – 2004) | Població del concelho de Mafra (1801 – 2004) | Població del concelho de Mafra (1801 – 2004) |
| -------------------------------------------- | -------------------------------------------- | -------------------------------------------- | -------------------------------------------- | -------------------------------------------- | -------------------------------------------- | -------------------------------------------- | -------------------------------------------- | -------------------------------------------- |
| 1801                                         | 1849                                         | 1900                                         | 1930                                         | 1960                                         | 1981                                         | 1991                                         | 2001                                         | 2004                                         |
| 4200                                         | 10734                                        | 25021                                        | 29750                                        | 35739                                        | 43899                                        | 43731                                        | 54358                                        | 62009                                        |

## Freguesies
- Azueira
- Carvoeira
- Cheleiros
- Encarnação
- Enxara do Bispo
- Ericeira
- Gradil
- Igreja Nova
- Mafra
- Malveira
- Milharado
- Santo Estêvão das Galés
- Santo Isidoro
- São Miguel de Alcainça
- Sobral da Abelheira
- Venda do Pinheiro
- Vila Franca do Rosário

## Monuments
- Palau de Mafra

## Festes i tradicions
- Processons de la Quaresma
- Festa del pa
- Festa del marisc